# لورين كامبل
لورين كامبل (بالفرنسية: Lauren Campbell) (و. 1981  م) هي تريثلت كندية، ولدت في فانكوفر، شاركت في الألعاب الأولمبية الصيفية 2008.

## روابط خارجية
- لورين كامبل على موقع اتحاد الترياتلون الدولي (الإنجليزية)
- لورين كامبل على موقع IAT Triathlon Database (الإنجليزية)
- لورين كامبل على موقع اللجنة الأولمبية الدولية (الإنجليزية)
- لورين كامبل على موقع أوليمبيديا (الإنجليزية)
- لورين كامبل على موقع اللجنة الأولمبية الكندية (الإنجليزية)